# Yantian (köpinghuvudort i Kina, Jiangxi Sheng, lat 27,37, long 114,37)
Yantian är en köpinghuvudort i Kina. Den ligger i provinsen Jiangxi, i den sydöstra delen av landet, omkring 210 kilometer sydväst om provinshuvudstaden Nanchang. Antalet invånare är 24 985. Befolkningen består av 11 969 kvinnor och 13 016 män. Barn under 15 år utgör 19,0 %, vuxna 15-64 år 72 %, och äldre över 65 år 8,0 %.
Runt Yantian är det ganska tätbefolkat, med 139 invånare per kvadratkilometer. Yantian är det största samhället i trakten. I omgivningarna runt Yantian växer i huvudsak blandskog.
Genomsnittlig årsnederbörd är 2 072 millimeter. Den regnigaste månaden är maj, med i genomsnitt 322 mm nederbörd, och den torraste är oktober, med 28 mm nederbörd.